# فلاديسلاف بودكوفينكسي
فلاديسلاف بودكوفينسكي (بال(بالبولندية: Władysław Podkowiński)) وهو رسام ومصور بولندي ولد في يوم 4 فبراير 1866 في مدينة وارشو في بولندا وقد كان عضو في حركة بولندا الشابة خلال تقاسم بولندا، توفي في يوم 5 يناير 1895 في وارسو.

## معرض صور

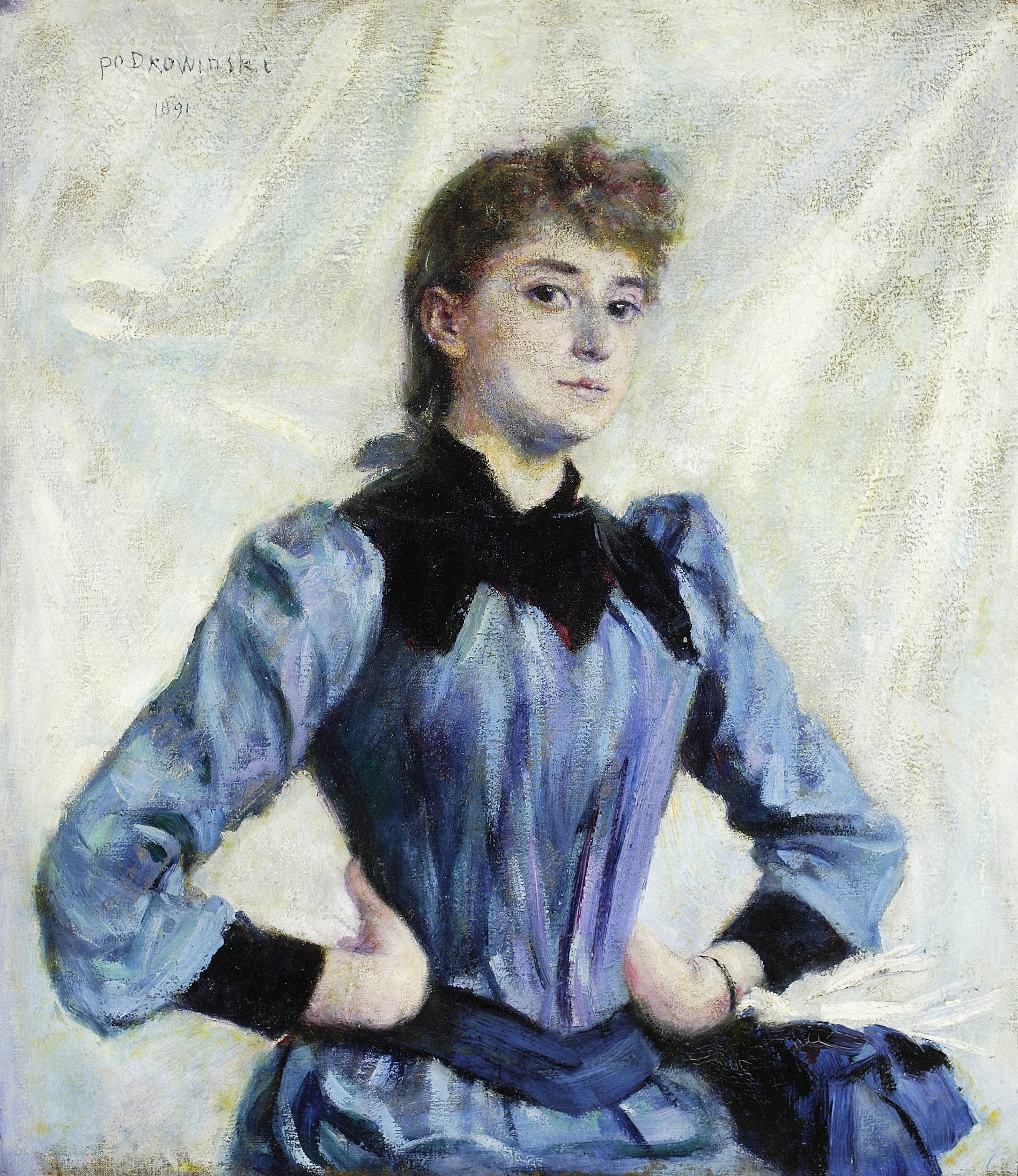
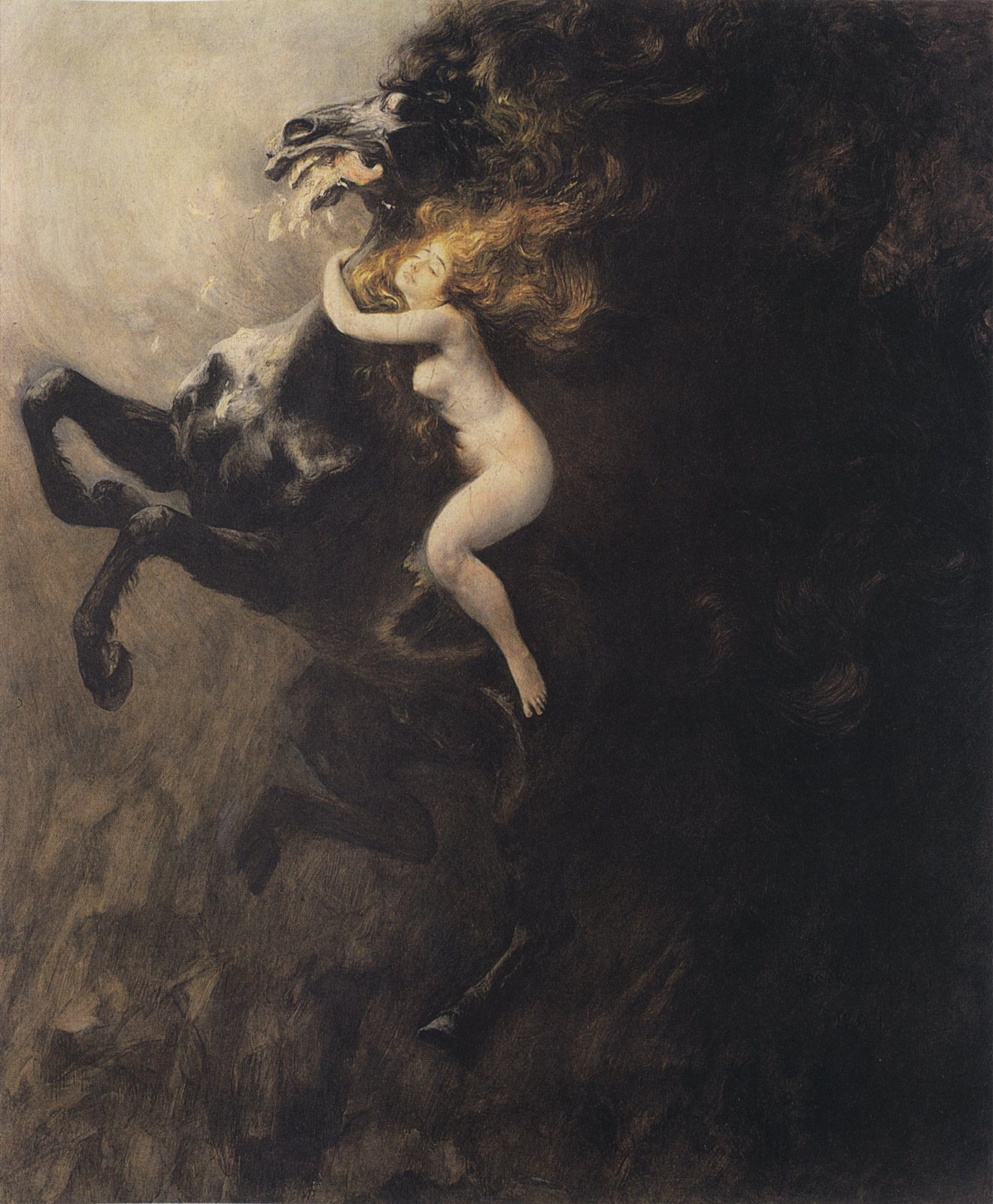
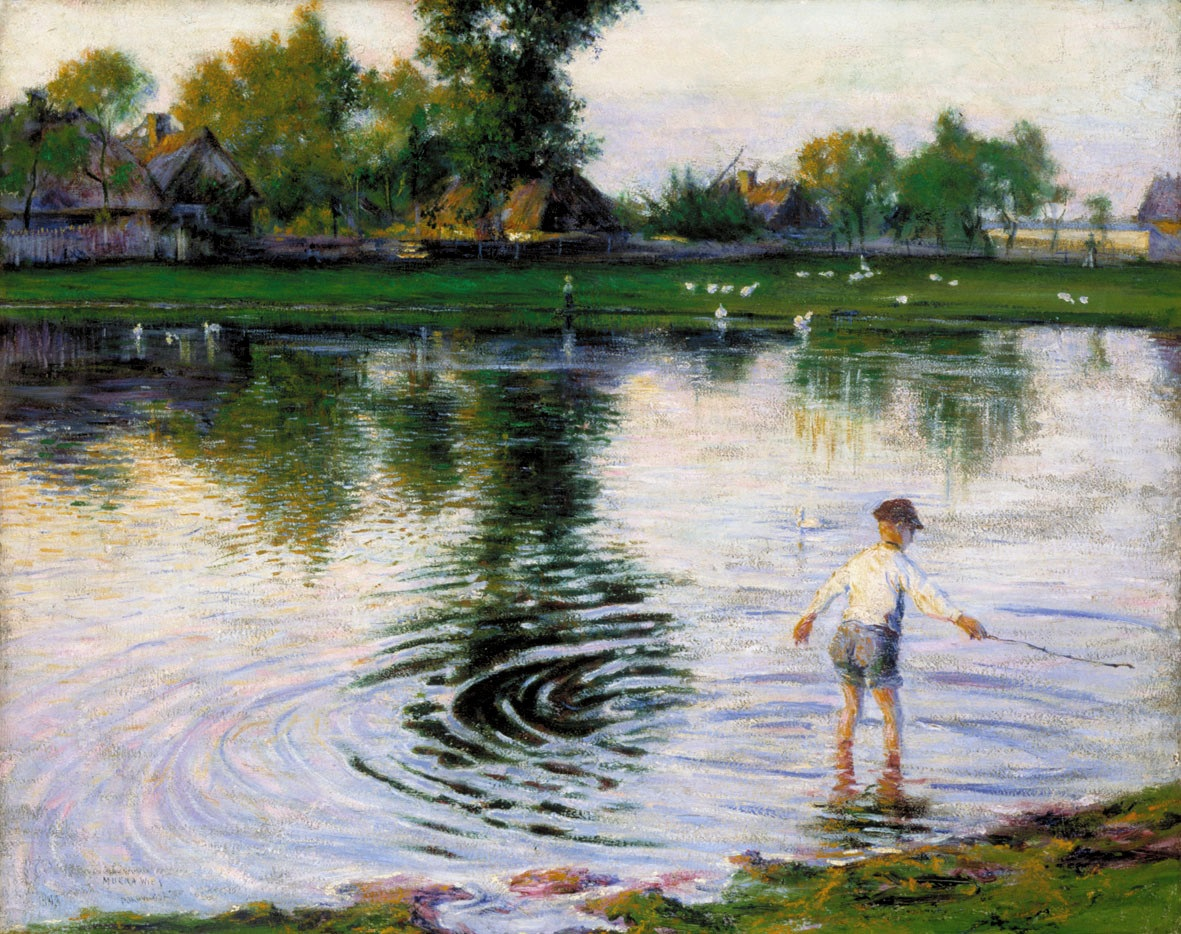
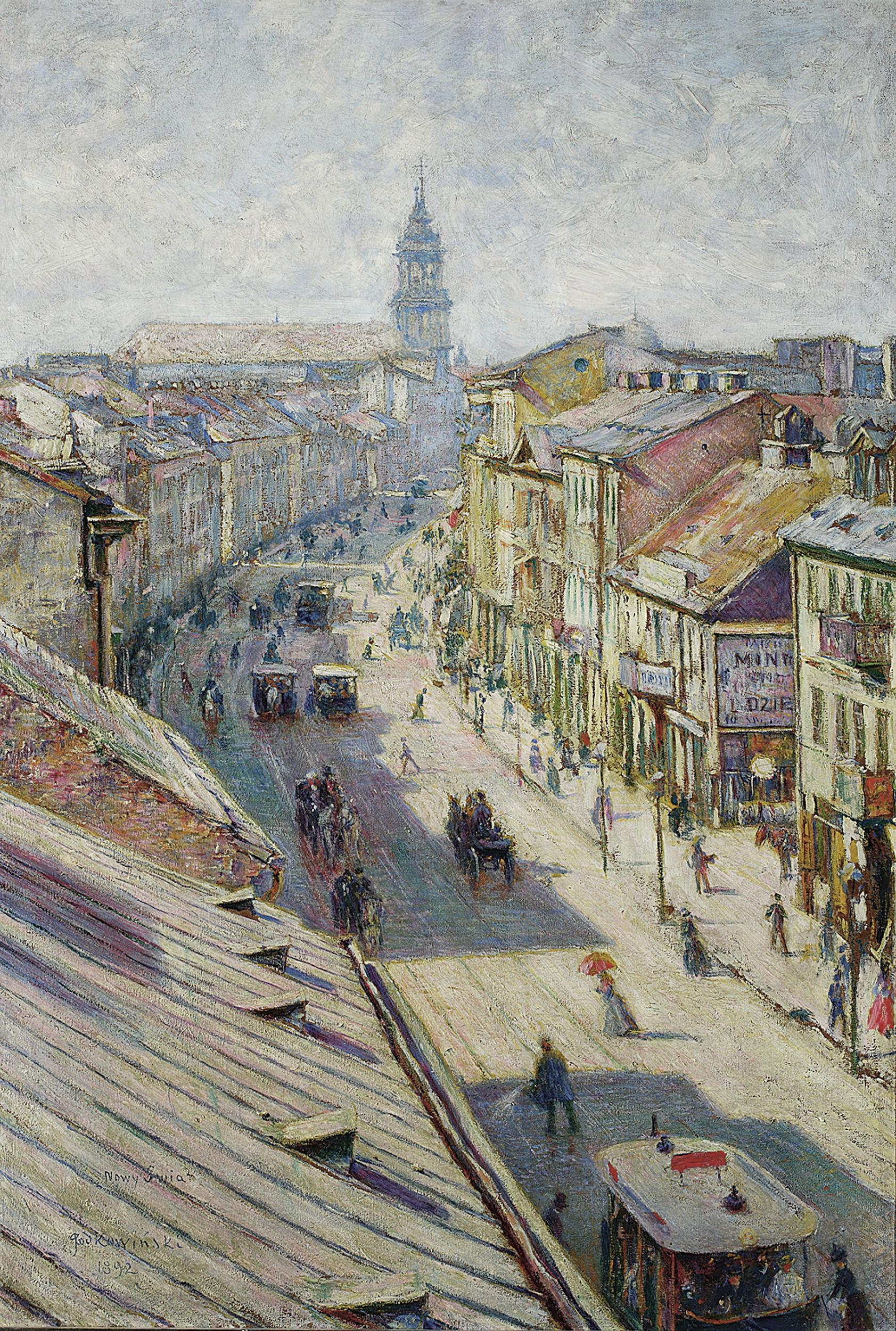